# الدار (المسعودية)

تعديل مصدري - تعديل

الدار محلة تابعة لقرية المسعودية، التابعة لعزلة حقين بمديرية حزم العدين إحدى مديريات محافظة إب في الجمهورية اليمنية، بلغ تعداد سكانها 59 حسب تعداد اليمن لعام 2004.